# Murdering-Gully-Massaker
Das Murdering-Gully-Massaker wurde an den Djargurd-Wurrung-Aborigines im Jahre 1839 begangen. Es wurden dabei 35 bis 40 Aborigines des Tarnbeere Gundidj-Clans vom Djargurd Wurrung-Stamm bei Camperdown im australischen Victoria ermordet. Das Massaker, das von den Djargurd Wurrung Puuroyup genannt wurde, geschah am Mount Emu Creek in der Nähe der Merida Station. Das Massaker ist durch mündliche Überlieferung, durch schriftliche Berichte in Tagebüchern der Siedler, durch Berichte der Weslayan-Missionare und durch staatliche Protektoren der Aborigines überliefert. Das Massaker vernichtete den Tarnbeere-Gundij-Clan in Gänze.

## Massaker
Die Aborigine-Clans wurden im Zuge der europäischen Kolonisation von ihrem Land vertrieben, ihre traditionelle Nahrung, die aus Kängurus und Emus bestand, wurde verscheucht und die Aborigines waren gezwungen Schafe zu töten, um nicht zu verhungern.
Das Massaker führte der Haupttäter Frederick Taylor an, an dem weitere seiner Beschäftigten und Schafhirten beteiligt waren, nachdem unbekannte Aborigines angeblich zwei seiner Schafe schlachteten. Frederick Taylor war der Verwalter der Glenormiston-Station und führte mit James Hamilton und Bloomfield sowie einer Gruppe von Schafhirten nach dem angeblichen Diebstahl die Attacke auf das Camp der Aborigines aus, dabei wurden Männer, Frauen und Kinder erschossen. Die toten Körper der Schwarzen wurden in ein Wasserloch geworfen und zwei Tage später verbrannt. Einige Aborigines konnten fliehen und berichteten Charles Sievwright und den Missionaren Benjamin Hurst und Francis Tuckfield von diesem Massaker.

## Zeugenaussagen
In einer eidesstattlichen Erklärung berichtete Edward Williamson, der Aufseher der Weslayan-Buntingdale-Mission aus Birregurra, dass ihm Wore-gu-i-moni den Ablauf des Massakers erläuterte:
… The Party advanced in an extended line upon the natives, Mr Taylor was in the centre of the line, the shepherds were on each side of him, they advanced shouting and immediately fired upon the natives who were asleep. They succeeded in killing all they could see, amounting to thirty five (35). I was particular in ascertaining the exact number and they (the natives) gave me the same number over and over again. The slaughtered consisted of men, women and children. The abovenamed native was one of the party attacked and succeeded in hiding himself among the long grass and thus escaped. The whites immediately threw the bodies into a waterhole, and left the spot leaving the bodies there. 
 (Deutsch: Die Gruppe ging in einer ausgedehnten Linie voran, Taylor befand sich im Zentrum dieser Linie, die Schafhirten waren an seiner Seite. Sie schritten brüllend voran und feuerten sofort auf die schlafenden Aborigines. Sie töteten alle, die sie sehen konnten, es waren 35. Ich war besonders sorgfältig beim Erfahren der genauen Anzahl der getöteten Aborigines, und die Aborigines nannten diese Zahl immer und immer wieder. Unter den Getöteten waren Männer, Frauen und Kinder. Der oben genannte Aborigine war einer von denen, die von der Gruppe attackiert wurden, konnte sich aber erfolgreich im langen Gras verstecken und darum flüchten. Die Weißen warfen sofort die Körper in Wasserlöcher und verließen den Ort mit den Körpern dort.)
Sievwright sammelte Zeugenaussagen und gab sie wieder: Wan-geg-a-mon berichtet über den Mörder seiner Frau und seines Kindes in diesem Massaker:
… about six moons ago, I with my lubra and child (male) were encamped with thirty others Aboriginal natives, men, women and children, upon the Bor-rang-yallock, when Mr Taylor and many poor men (shepherds) came towards our miam-miams with guns, Mr Taylor was on horseback, they came up in an extended line Mr Taylor in the centre they advanced quick and immediately fired upon the natives, I ran to the other side of the river and lay down behind a tree among the grass, they killed more than thirty men, women and children, my lubra and child were among the dead, the white people threw them into the water and soon left the place, the water was much stained with blood, I saw the dead body of my lubra but did not see my child. I remained for two days near the spot. Two days after the murder Yi-yi-ran (Mr Andreson) and Mr Watson came and saw the bodies and seemed sorry and said to Mr Taylor why did you kill so many lubras and children. Yi-yi-ran, Charles Courtney, James Ramslie and James Hamilton, burned the bodies, and made fires. Mr Taylor, Mr Andreson and Mr Watson came on horseback two days after with a sack and took away part of the bones not consumed. 
 (Deutsch: Vor etwa sechs Monaten wurde ich mit meiner Frau und Tochter mit 30 anderen Aborigines, Männer, Frauen und Kindern, nach Bor-rang-Yallock vertrieben, als Taylor und einige arme Leute (Schäfer) mit Gewehren nach miam-miams kamen. Taylor saß auf einem Pferd. Sie kamen in einer ausgedehnten Linie mit Taylor im Zentrum und sie feuerten plötzlich auf die Aborigines. Ich rannte auf die andere Seite des Flusses und legte mich hinter einen Baum ins Gras, sie töteten mehr als 30 Männer, Frauen und Kinder, meine Frau und meine Kind waren unter den Getöteten, die Weißen warfen sie ins Wasser und verließen bald den Platz, das Wasser war voll mit Blut. Ich sah den toten Körper meiner Frau, aber ich konnte mein Kind nicht sehen. Ich blieb für zwei Tage in der Nähe des Ortes. Zwei Tage danach kamen die Mörder Yi-yi-ran (Mr. Andreson) und Mr. Watson und sahen die Körper und es schien ihnen Leid zu tun und sie sagten zu Taylor, warum tötetest Du so viele Frauen und Kinder. Yi-yi-ran, Charles Courtney, James Ramslie und James Hilton verbrannten die Körper und machten die Feuer.)
Mündlich überliefert ist durch James Dawson aus dem Jahre 1881, dass Bareetch Chuurneen, eine Frau des Clans, einen Ausbruchsversuch mit ihrem Kind nach Wuurna Weewheetch auf die Westseite des Lake Bullen Merri wagte. Mit ihrem Kind auf dem Rücken schwamm sie über den See, um ihren Verfolgern zu entkommen.

## Wertungen
George Augustus Robinson war damals der Chief Protector der Aborigines und er führte in einem Brief an seinen Assistenten Sievwright vom 11. Juli 1839 aus:
What proof is there of the Blacks having killed the sheep? The shepherd said so. Might not the shepherd have done it himself and after keeping the hindquarters for his own use have given the forequarters to the natives … If this is the only charge Mr Taylor can allege against the aboriginal natives it certainly amounts to very little. In point of law it proved it is an offence, but who in the name of common humanity I would ask would think of injuring those already too much injured people, and for such a trifle 
 (Deutsch: Welchen Beweis gibt es, dass die Schwarzen die Schafe ermordet haben? Die Schäfer sagten dies. Könnte nicht ein Schäfer dies selbst getan haben, um anschließend die Schuld den Aborigines zu geben … Falls dies der einzige Vorwurf ist, den Mr. Taylor als Rache gegen die Aborigines führen kann, ist das sicherlich sehr wenig. Das ist eindeutig ein Gesetzesverstoß, aber wer – im Namen der allgemeinen Humanität frage ich! – würde daran denken wegen solch einer Kleinigkeit so viele dieser bereits so sehr verletzten Menschen zu verletzen.)
Die Glenormiston-Station wurde von Neil Black im Jahre 1840 erworben, der in sein Journal schrieb:
The blacks have been very troublesome on it (Glenormiston) and I believe they have been cruelly dealt with. The late superintendent (Taylor) ran off from a fear that he would be apprehended and tried for murdering the natives. The poor creatures are terror stricken and will be easily managed. … It is the opinion of Blackie (the station overseer) that about 35–40 natives have been despatched on this establishment and that there is only two men left alive of the tribe. He is certain we will never be troubled with any of them on this run
(Deutsch: Die Schwarzen war sehr gestört in Glenormiston und ich glaube, dass sie grausam behandelt wurden. Der spätere Superintendent Taylor flüchtete aus Angst, dass man ihn für seine Morde an den Aborigines verantwortlich und anklagen würde. Die armen Kreaturen sind von Grauen erfüllt und leicht zu beeinflussen… Es ist die Auffassung von Blackie (Stationsaufseher), dass von ungefähr 35 bis 40 des Aborigine-Clans auf die Station zugeteilt wurden und dass lediglich zwei noch am Leben sind. Er ist sicher, dass er keinen Ärger mehr mit einem von ihnen haben wird.)
Schwarze erwarteten Enteignung und Terror gegen sie und dass die Vertreibung der Djargurd Wurrung von ihrem Platz nach miam-miams (Rindenobdach) als ein Warnzeichen gelten sollte, da sie Schießpulver fanden.

## Strafverfolgung
Taylor befürchtete eine Strafverfolgung wegen des Massakers im späten 1839 oder frühen 1840 und floh für einige Jahre nach Indien, damit die Angelegenheit ins Vergessen geraten sollte. Er kam nach Victoria zurück und im Juni 1844 verwaltete er eine Viehstation am Mitchell River nahe Lindenow. Als Taylor versuchte sich in Gippsland niederzulassen, verweigerte der Kommissar des Kronlandes, Charles Tyers, jegliche Unterstützung zum Landerwerb durch Taylor und zitierte seine Behandlung der Aborigines im Western District. Taylor appellierte anschließend an den Gouverneur Charles La Trobe als Bittsteller: „a copy of these grave charges that are recorded against me that I may have an opportunity of showing Mr Tyers and the Government that I am innocent of any improper treatment of the aboriginal natives of this district.“ (Deutsch: eine Kopie dieser gravierenden Anschuldigungen, die gegen mich vorliegen, und dass ich die Gelegenheit bekomme Mr. Tyers und der Regierung zu zeigen, dass ich unschuldig an jeglicher unangemessenen Behandlung von Eingeborenen in diesem Distrikt bin.)
La Trobe überprüfte den Fall über mehrere Monate unter Hinzuziehung von Aussagen von Sievwright und gab sie zur Prüfung an den Chief Protector of Aborigines George Augustus Robinson weiter und hielt an Tyers Entscheidung fest.
Im März 1846 informierte Charles La Trobe das Kolonie-Sekretariat, dass alle Anklagepunkte gegen Taylor „zufriedenstellend widerlegt wurden“ („ended in satisfactory disproval“). Für weitere 13 Jahre konnte Taylor in Gippsland am Mitchell-River und Tambo-River am Lake Victoria und Lake King am Swan Reach mit Erlaubnis des Staates Viehwirtschaft betreiben, wo der eine Kampagne zur Enteignung des Gunai-Stammes betrieb.
Taylor war auch beteiligt an der Ermordung der Woolmudgin von den Wathaurong-Aborigines am 17. Oktober 1836 und floh nach Van-Diemens-Land (heute Tasmanien), um Nachfragen und eine mögliche Strafverfolgung in dieser Angelegenheit zu vermeiden.
Infolge des Massakers und einer öffentlichen Missbilligung und Kritik am Haupttäter, Frederick Taylor, wurde der Taylor River in Mount Emu Creek umbenannt.
Die Verbrechen von Taylor wurden weder angeklagt noch bestraft.